# Iranotherium
Iranotherium («іранський звір») — рід великих елазмотерієвих носорогів, розміром яких можна порівняти з сучасним білим носорогом. Він відомий з пізнього міоцену (тортон) Мараги, Іран і середньої частини формації Люшу на північному заході Китаю. Він був попередником спорідненого Sinotherium і, можливо, був остаточно витіснений своїм нащадком. Цей вид найбільш відомий завдяки унікальному статевому диморфізму серед носорогів.